# Kenosha
Kenosha je město v USA s přibližně 100 000 obyvateli. Leží na břehu Michiganského jezera mezi městy Chicago a Milwaukee a je sídlem okresu Kenosha County ve státě Wisconsin. Patří do megalopole Chi-Pitts.

## Název
Potawatomiové místo nazývali Kenozia podle množství štik žijících v jezeře.

## Historie
Pobřeží jezera bylo podle archeologických nálezů osídleno ještě před počátkem kultury Clovis.
Americká vláda oblast získala od domorodců po vítězství nad Černým jestřábem a v roce 1835 byla založena osada, která se jmenovala Pike Creek a od roku 1850 Kenosha.
V srpnu 2020 došlo v Kenoshi k nepokojům poté, co místní policista střelil do zad Afroameričana Jacoba Blakea, který na následky zranění ochrnul. Během protestů došlo k rabování a střelbě do davu (případ střelce při nepokojích v Kenoshe).

## Hospodářství
Kenosha byla jedním z center amerického automobilového průmyslu (společnost Nash Motors). Koncem dvacátého století většina továren zanikla a město slouží převážně jako sídlištní noclehárna pro okolní velkoměsta. Většina obyvatel pracuje ve službách, sídlí zde strojírenská firma Snap-on a výrobce oblečení Jockey International.

## Vzdělávání
Sídlí zde University of Wisconsin–Parkside a Dinosaur Discovery Museum.

## Sport
Ve Washingtonově parku se nachází nejstarší velodrom ve Spojených státech. V roce 1924 hrál v National Football League zdejší klub Kenosha Maroons.

## Rodáci
Pocházejí odsud Orson Welles a Mark Ruffalo.